# Aniela Moszyńska
Aniela Moszyńska z domu Generowicz (ur. 20 września 1940 w Warszawie, zm. 17 grudnia 2017) – polska artysta malarz, pedagog, animator kultury, dyrektor Młodzieżowego Domu Kultury (MDK) im. Cypriana K. Norwida w Warszawie w latach 1987–2005.

## Życiorys
W 1965 roku ukończyła studia na Akademii Sztuk Pięknych w Warszawie, Wydział Malarstwa w pracowni prof. Jana Cybisa. Jest członkiem zwyczajnym Związku Polskich Artystów Plastyków.
Ukończyła również Podstawową Szkołę Muzyczną nr 3 w Warszawie w klasie fortepianu i trzy lata Państwowej Średniej Szkoły Muzycznej nr 1 w Warszawie.
W latach 1965–1967 współpracowała, jako grafik, ze Składnicą Księgarską, projektując okładki książek, obwoluty do płyt, reklamówki i foldery.

### Praca pedagogiczna
W latach 1967–1977 pracowała w Młodzieżowym Domu Kultury im. Władysława Broniewskiego w Warszawie, prowadząc zajęcia plastyczne. Od 1977 do 1987 roku – na stanowisku zastępcy dyrektora. Od 1987 roku, do przejścia na emeryturę w roku 2005, pełniła funkcję dyrektora Młodzieżowego Domu Kultury „Muranów”, któremu z jej inicjatywy nadano w 1989 roku imię Cypriana Kamila Norwida. Powstało wówczas używane do dziś logo MDK. Zaczęto prowadzić kronikę placówki,
Jako doświadczony animator kultury miała własną wizję placówki edukacji kulturalnej. Oparła działalność MDK „Muranów” na kreatywności i fachowości współpracowników, co umożliwiało realizację nowatorskich form pracy pedagogicznej i wychowania dla kultury.
Otwartość na zmiany i docenianie inicjatywy współpracowników pozwoliło jej na przekształcenie Domu Kultury, znanego dotychczas z osiągnięć w pracy z dziećmi w zakresie plastyki, w placówkę nowoczesną, o niezwykle bogatej ofercie tematycznej i programowej.
Nadała placówce rozmach, jakość i styl, ukierunkowując jej działalność na szeroką współpracę z instytucjami oświaty i kultury: szkołami, muzeami, domami kultury i bibliotekami, z instytucjami administracji państwowej i samorządowej, z Polskim Komitetem Narodowym UNICEF, z Towarzystwem Przyjaciół Warszawy.
Z jej inicjatywy galerię MDK (przy ul. Świętojańskiej 5) nazwano Galerią Twórczości Dzieci i Młodzieży. Od 1996 roku patronat nad nią sprawuje Polski Komitet Narodowy UNICEF. Działalność wystawienniczą wzbogaciły „literackie wieczory przy świecach”. W siedzibie MDK na ul. Długiej utworzyła galerię „Na Schodach”. Zainicjowała i przez wiele lat osobiście realizowała (1991–1998) coroczną wymianę prac plastycznych młodzieży z pracowni rysunku i malarstwa MDK, prowadzonej przez Marka Moszyńskiego, z pracami młodzieży ze szkół w Nowym Jorku pn. „Pomimo różnic razem”. Jest pomysłodawcą konkursów plastycznych dla dzieci ”Jesteśmy cząstką przyrody” i „Rysunek satyryczny o tematyce ekologicznej”. Wprowadziła, rozpoczynającą rok szkolny, „Giełdę ofert”, podczas której prezentowane były propozycje programowe działalności MDK.
Z jej inicjatywy, w MDK, drukowano biuletyny artystyczne i ekologiczne. Na bazie prac dzieci wydawano książki.
Nawiązanie w 1993 roku współpracy z Marią Podlasiecką pozwoliło jej na powołanie w MDK „Muranów” działu upowszechniania kultury i dziedzictwa narodowego, realizującego interdyscyplinarne programy, warsztaty i konkursy – dla szkół wszystkich poziomów – z różnych dziedzin kultury, historii, języka i wiedzy o Warszawie.
Współtworzyła programy i imprezy. Zwracała szczególną uwagę na szatę graficzną materiałów dydaktycznych i reklamowych, zaproszeń, dyplomów itp.
Szacunek dla pracy nauczycieli i uczniów szkół uczestniczących w konkursach, realizowanych w MDK, okazywała nadając szczególnie uroczysty charakter imprezom finałowym, organizowanym zawsze w niezwykłej scenerii i oprawie artystycznej – w teatrach, muzeach, w Galerii Porczyńskich, Rektoracie Uniwersytetu Warszawskiego, Ratuszu m.st. Warszawy, Towarzystwie im. Fryderyka Chopina przy ul. Okólnik i innych.
Patronat nad konkursami o tematyce warszawskiej sprawowali prezydenci Warszawy: Marcin Święcicki, Paweł Piskorski oraz Starosta Powiatu Warszawskiego Edmund Ambroziak.
Gala z okazji 40-lecia istnienia MDK odbyła się w ówczesnej siedzibie MDK „Muranów” – Pałacu Działyńskich.
Jubileusz 50-lecia istnienia MDK odbył się w Teatrze Ateneum.
Powołany do życia, w 1994 roku, Ośrodek Twórczości Pedagogicznej przy MDK był organizatorem warsztatów artystycznych dla nauczycieli, sesji nt. nowoczesnego systemu oświaty oraz kursów dla nauczycieli „Mazowsze moją małą ojczyzną” i „Warszawa w historii i legendzie”.

#### Ocena pracy
- W roku 1992 kierowany przez Anielę Moszyńską MDK „Muranów” otrzymał Nagrodę Kuratora za osiągnięcia w pracy dydaktycznej i wychowawczej.
- W 1998 roku Medal „IV wieki Stołeczności Warszawy” (nr 839) za zasługi w popularyzacji wiedzy o Warszawie.
- Raport z mierzenia jakości pracy MDK „Muranów”, przeprowadzony przez Kuratorium Oświaty w Warszawie w 2000 roku, wykazał profesjonalizm, innowacyjność form, mocną pozycję dyrektora, akceptację i szacunek jakim cieszy się wśród pracowników, dzieci i rodziców.

### Udział w komisjach
- W latach 1983–1989 była członkiem Centralnej Komisji przy Ministerstwie Oświaty i Wychowania oceniającej prace plastyczne dzieci.
- W latach 1987–1999 była przewodniczącą Wojewódzkiej Komisji Konkursów Plastycznych powołanej przez Kuratora Oświaty w Warszawie.
- W latach 1998–2001 uczestniczyła w pracach zespołu ds. reformy wychowania pozaszkolnego powołanego przez Ministerstwo Edukacji Narodowej.

## Wystawy

### Indywidualne
- 1970 Towarzystwo Sztuk Pięknych w Warszawie
- 1977 Klub Międzynarodowej Książki i Prasy na Woli w Warszawie
- 1978 Pałac Małachowskich w Nałęczowie
- 1978 Klub Międzynarodowej Książki i Prasy w Lublinie

### Zbiorowe
- 1965 V. Debiut Absolwentów ASP, Pałacyk Towarzystwa Przyjaciół Sztuk Pięknych
- 1968 Wystawa Malarstwa, Grafiki i Rysunku Okręgu Warszawskiego ZPAP – Zachęta Narodowa Galeria Sztuki
- 1968 XXXV–lecie Ludowego Wojska Polskiego w Twórczości Plastycznej – Zachęta Narodowa Galeria Sztuki
- 1976 Wystawa pokonkursowa Piękno Ziemi Bułgarskiej – Ośrodek Kultury Bułgarskiej
- 1977 Warszawa w Sztuce – Zachęta Narodowa Galeria Sztuki

## Nagrody i wyróżnienia
Za osiągnięcia pedagogiczne oraz działania w zakresie upowszechniania kultury otrzymała wiele nagród i wyróżnień.
Ważniejsze z nich to:
- 1978 Medal pamiątkowy im. Janusza Korczaka
- 1978 Nagroda Kuratora Oświaty i Wychowania
- 1982 Odznaka „Zasłużony Działacz Kultury”
- 1984 Medal 40-lecia Polski Ludowej
- 1986 Nagroda Specjalna Ministra Oświaty i Wychowania
- 1990 Złoty Krzyż Zasługi
- 1990 Nagroda II Stopnia Ministra Edukacji Narodowej
- 1992 Nagroda Kuratora Oświaty i Wychowania
- 1997 Nagroda Kuratora Oświaty
- 1999 Nagroda Starosty Powiatu Warszawskiego
- 2001 Nagroda II Stopnia Ministra Edukacji Narodowej
- 2001 Medal Komisji Edukacji Narodowej